# Aldo Capitini

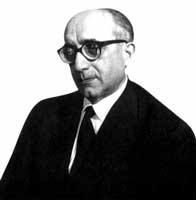
Aldo Capitini

Aldo Capitini (* 23. Dezember 1899 in Perugia; † 19. Oktober 1968 ebenda) war ein italienischer Philosoph, Antifaschist und Pazifist.

## Leben
1924 besuchte Capitini die Hochschule in Pisa und schloss nach vier Jahren mit dem M.D in Philosophie ab. Er arbeitete als Sekretär und wurde Vegetarier. 1933 lehnte er einen von seinem Arbeitgeber geforderten Beitritt zur Partito Nazionale Fascista ab und wurde entlassen. Nach der Befreiung Italiens im April 1945 wurde er für zwei Jahre Rektor der Universität für ausländische Studenten in Perugia. Er förderte internationale Konferenzen über religiöse Reformen und eine Verbindung zwischen Ost und West in der Welt im Rahmen von Gewaltlosigkeit. Dazu startete er auch ein Zentrum der religiösen Orientierung. Capitini unterstützte zu dieser Zeit den ersten Kriegsdienstverweigerer Italiens Pietro Pinna, der zu vier Jahren Gefängnis verurteilt wurde. Fortan galt er als der „Vater der Gewaltlosigkeit in Italien“.
1961 brachte Aldo Capitini die Italienische Friedensfahne (Bandiera della Pace) nach Italien, die er zuvor bei Pazifisten in England entdeckt hatte. Er ist auch der Begründer des alljährlichen Friedensmarsches von Perugia nach Assisi. Im Jahr 1964 brachte er zusammen mit Pinna die Monatszeitschrift Azione Nonviolenta heraus und gründete auf nationaler Ebene das Movimento Nonviolento, das eine  gewaltfreie Politik in Italien verfolgt. Während der sozialen Unruhen in den 1960er Jahren versuchte Capitini ein gewaltfreies politisches Programm innerhalb der Studentenbewegung einzuführen (Il potere è di tutti Alle Menschen haben die Macht). Er starb im Oktober 1968 nach einer Operation.
Ihm zu Ehren fand in Bozen (Südtirol) ein internationaler Kongress vom 17. bis 19. Juni 2011 statt unter dem Motto „Der lange Marsch der Gewaltlosigkeit. Aldo Capitini und das 50-jährige Jubiläum des Friedensmarsches Perugia–Assisi“.

## Werke (Auswahl)
- Die Technik des gewaltlosen Widerstandes, Wuppertal-Barmen, Jugenddienst-Verlag, 1969
- Opposizione e liberazione,  1991
- Il potere di tutti …,  1969
- Antifascismo tra i giovani,  1966
- Scritti filosofici e religiosi,  1998
- La compresenza dei morti e dei viventi,  1966
- Il fanciullo nella liberazione dell'uomo, 1953
- La nonviolenza oggi, 1962
- Nuova socialita e riformi religiosa,  1950